# Ostragehege (Zeitschrift)
Ostragehege ist eine deutsche Literaturzeitschrift, die sich u. a. der Begegnung von mittel- und osteuropäischen Kulturen widmet und 1994 zum ersten Mal erschien.

## Profil

### Edition und Kooperation
„Ostragehege“ wird in Dresden verlegt und erscheint vierteljährlich mit einem Umfang von ca. 60 Seiten. Gedruckt werden Lyrik, Prosa und Essays zeitgenössischer Autoren. Als Alleinstellungsmerkmal unter den 450 literarischen Zeitschriften und Zeitungen Deutschlands gilt, dass „Ostragehege“ bis 2010 „Übersetzungen aus allen slawischen Sprachen abgedruckt“ hatte. Die Herausgabe jedes neuen Heftes von „Ostragehege“ wird durch Leseveranstaltungen mit einem darin enthaltenen Autor begleitet. Die Zeitschrift möchte daneben „Dresden als Musik-, Kunst- und Museumslandschaft [spiegeln].“
Der Herausgeber, LITERARISCHE ARENA e. V., kooperiert mit literarischen Vereinen auf nationaler und internationaler Ebene.

### Rubriken
Die Rubrik „Lagebesprechung – Junge deutschsprachige Lyrik“ widmet sich der nachwachsenden Autorengeneration (z. T. mit literarischem Debüt): „Buchverleger nutzen die Zeitschrift als Trüffelfinder auf dem literarischen Markt.“ In der Rubrik „Interview“ kommen eingeführte Schriftsteller zu Wort und werden „intensiv zu ihren poetologischen und Werkhintergründen“ befragt.
Hinzu kommen Rezensionen neu erschienener Bücher. Jede Ausgabe enthält zudem mehrere Reproduktionen von Werken eines zeitgenössischen bildenden Künstlers aus den Bereichen Grafik, Malerei und Fotografie: zuletzt u. a. Hartwig Ebersbach, Hubertus Giebe, Wolfgang E. HerbstSilesius, Andreas Hegewald, Gregor Kunz, Christian Lang, Arno Rink, Christine Schlegel und Gudrun Trendafilov. Der Literaturkritiker Joachim Hildebrandt urteilte: „Die Verbindung von Bildhaftigkeit und Erzähltem kann man als geglückt bezeichnen.“
Häufig werden auch Beiträge zur zeitgenössischen Musik abgedruckt (u. a. zu Sofia Gubaidulina, Karlheinz Stockhausen und George Crumb), weiterhin Beiträge zur kulturpolitischen Aufarbeitung der DDR-Vergangenheit.
In der Rubrik „Interview“ kamen beispielsweise Karl Dedecius – „ein Europäer aus Lodz“ – und Raoul Schrott zu Wort. Die Rubrik „Lyrik“ brachte poetologische Essays von Elke Erb, und in der Rubrik „Rede“ wurde u. a. eine Rede von Zsuzsanna Gahse dokumentiert. Daneben wurden Übersetzungen, so z. B. von Jorge Luis Borges, Federico García Lorca und César Vallejo vorgestellt.

### Beiträge: Akquisition und Genres
Die Zeitschrift geht nach Verlagsauskunft nicht auf Autoren zu und vergibt auch keine Aufträge, sondern verwendet aus den jährlich etwa 1500 eingehenden Beiträgen etwa 80 – allesamt Erstveröffentlichungen. Dabei wählt die Redaktion die Einsendungen nach „Qualitätsgesichtspunkten“ (wie der „besondere Ton, der eigene Rhythmus, die Exklusivität der Mitteilung, das Verhältnis von Form und Inhalt, von Experiment und Tradition“) aus. Bedingt durch den Umfang werden neben Lyrik nur kurze dramatische Texte und teils gekürzte Prosatexte veröffentlicht. Die Redaktion verzichtet bewusst auf feuilletonistische und wissenschaftliche Literatur.

### Titel „Ostragehege“
Der Titel bezieht sich auf das Dresdner Stadtgebiet Ostragehege, dessen Name wiederum auf das slawische Wort ostrov – stromumflossenes Eiland verweist. Den Titel „Ostragehege“ versteht die Zeitschrift daher als geeignete Metapher für die Situation einer Literatur im Umfluss benachbarter Sprachgebiete: neben der sorbischen die polnische und die tschechische Literaturtradition. „Inzwischen ist das Spektrum jedoch global.“

## Geschichte
Begründet wurde die Zeitschrift von einer Gruppe von Schriftstellern, unter anderem von den Dresdner Schriftstellern Peter Gehrisch und Norbert Weiß, den aus Plauen stammenden Autoren Utz Rachowski und Axel Reitel sowie dem amerikanischen Autor Kurt Vonnegut „als Ehrengründungsmitglied“.
„Ostragehege“ setzte zunächst einen Schwerpunkt auf die Begegnung von mittel- und osteuropäischer Literatur, präsentiert jedoch mittlerweile internationale Literatur weltweit.

## Erscheinungsweise

### Reguläre Ausgaben
Die regulären Ausgaben erschienen seit Gründung in unterschiedlicher Weise: zunächst variierend zwischen ein- bis dreimal pro Jahr, seit dem Jahr 2000 quartalsweise (2014 mit zwei Ausgaben).

### Sonderpublikationen
Die Zeitschrift veröffentlicht auch Sonderpublikationen, die u. a. die Europäischen Literaturtage in Lwówek Śląski (Löwenberg in Schlesien) – auch als Lwówek Śląski-Feste bezeichnet – dokumentieren, so die Anthologien
1. Es ist Zeit, Wechsle die Kleider! Stimmen aus Polen. Gedichte (1998)[20],
2. Das Land Ulro nach Schließung der Zimtläden (2000)[21],
3. Heimkehr aus der Fremde – Stimmen aus der Mitte Europas (2002)[22] und
4. ORPHEUS versammelt die Geister – Stimmen aus der Mitte Europas (2005)[23].

## Autoren (Auswahl)
Zu den zahlreichen Autoren, die in den regulären Ausgaben oder in den Sonderpublikationen veröffentlichten, gehören u. a. Andreas Altmann, Artur Becker, Thomas Böhme, Nora Bossong, Michael Braun, Volker Braun, György Dalos, Róža Domašcyna, Kurt Drawert, Bettina Eberspächer, Carl-Christian Elze, Elke Erb, Daniela Fischerová, Zsuzsanna Gahse, Peter Geist, Robert Gray, Uwe Grüning, Mila Haugová, Franz Hodjak, Jayne-Ann Igel, Oleg Jurjew, Björn Kuhligk, Ludvík Kundera, Günter Kunert, Thomas Kunst, Gregor Kunz, Kito Lorenc, Olga Martynova, László Márton, Undine Materni, Czesław Miłosz, Ingrid Mylo, György Petri, Claudia Reh, Andreas Reimann, Lenka Reinerová, Dominik Riedo, Tadeusz Różewicz, Kathrin Schmidt, Raoul Schrott, Jaroslav Seifert, Andrzej Stasiuk, Wisława Szymborska, Uwe Tellkamp, Ljudmila Ulizkaja, Jan Wagner, Theodor Weißenborn, Ron Winkler, Jens Wonneberger und Ulrich Zieger.
In der Rubrik „Lagebesprechung – Junge deutschsprachige Lyrik“ erschienen u. a. Beiträge von CRAUSS, Mara Genschel, Udo Grashoff, Dorothea Grünzweig, René Hamann, Herbert Hindringer, Hauke Hückstädt, Adrian Kasnitz, Christian Lehnert, Steffen Popp, Monika Rinck, Hendrik Rost, Silke Scheuermann, Tom Schulz, Lutz Seiler, Ulf Stolterfoht, Anja Utler und Uljana Wolf, daneben auch Autoren aus der Schweiz (Armin Senser), aus Österreich (Sonja Harter) und Südtirol (Sepp Mall).

## Redaktion
Die Redaktion setzt sich wie folgt zusammen:
- Axel Helbig
- Aron Koban
- Patrick Wilden
- Andreas Beier – Bildredaktion, Satz und Gestaltung ab Nr. 3 (II/1995).

Ehemalige Redakteure waren:
- Peter Gehrisch
- Axel Reitel
- Roland Erb
- Norbert Weiß
- Utz Rachowski
- Jörg Bernig
- Dieter Krause
- Uta Wiedemann
- Richard Thomas Günter
- Jayne-Ann Igel[24]
- Jan Kuhlbrodt[24]

## Beirat
Der ohne Befristung berufene Beirat aus Literatur-, Kunst- und Musikwissenschaftlern sowie Schriftstellern begleitet die Edition kritisch und setzt sich aus folgenden Mitgliedern zusammen (Stand: Juli 2017):
- Peter Gehrisch – Vorsitzender des Beirats (Görlitz)
- Uwe Grüning (Neumark/Sachsen)
- Antonin Bajaja (Prag)
- Jörn Peter Hiekel (Dresden)
- Mieczyslaw Orski (Wrocław)
- Hans-Jürgen Sarfert (Dresden)
- Walter Schmitz (Dresden)
- Werner Barlmeyer (Dresden)
- Hubertus Giebe (Dresden)
- Joachim Walther (Ahrensfelde/Mehrow)

## Förderung
Die bewusst werbefreie Zeitschrift „Ostragehege“ wird von der Kulturstiftung des Freistaates Sachsen, vom Sächsischen Staatsministerium des Innern und von der Landeshauptstadt Dresden gefördert. Hinzu kommen Sponsoren.